# Giải César lần thứ 35

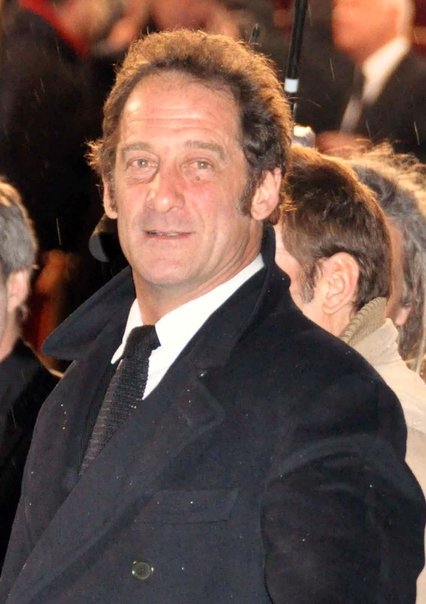
Vincent Lindon tại lễ trao giải.

Lễ trao Giải César lần thứ 35 được tổ chức tại Nhà hát Châtelet ở Paris, Pháp vào ngày 27 tháng 2 năm 2010, dưới sự chủ trì của nữ diễn viên Marion Cotillard.
Việc công bố các đề cử đã diễn ra ngày 22.1.2010.

## Các người hoặc phim đoạt giải và được đề cử

### Phim hay nhất
- A Prophet- Jacques Audiard
  - A l'Origine- Xavier Giannoli
  - Le Concert- Radu Mihaileanu
  - Les Herbes Folles- Alain Resnais
  - La journée de la jupe- Jean-Paul Lilienfeld
  - Rapt- Lucas Belvaux
  - Welcome- Philippe Lioret

### Đạo diễn xuất sắc nhất
- Jacques Audiard- A Prophet
  - Lucas Belvaux- Rapt
  - Xavier Giannoli- A l'Origine
  - Philippe Lioret- Welcome
  - Radu Mihaileanu- Le Concert

### Nam diễn viên chính xuất sắc nhất
- Tahar Rahim- A Prophet
  - Yvan Attal- Rapt
  - Francois Cluzet- A l'Origine
  - Francois Cluzet- Le Dernier pour la Route
  - Vincent Lindon- Welcome

### Nữ diễn viên chính xuất sắc nhất
- Isabelle Adjani- La journée de la jupe
  - Dominique Blanc- L'Autre
  - Sandrine Kiberlain- Mademoiselle Chambon
  - Kristin Scott Thomas- Partir
  - Audrey Tautou- Coco avant Chanel

### Nam diễn viên phụ xuất sắc nhất
- Niels Arestrup- A Prophet
  - Jean-Hugues Anglade- Persecution
  - Joeystarr- Le Bal des Actrices
  - Benoit Poelvoorde- Coco avant Chanel
  - Michel Vuillermoz- Le Dernier pour la Route

### Nữ diễn viên phụ xuất sắc nhất
- Emmanuelle Devos- A l'Origine
  - Aure Atika- Mademoiselle Cambon
  - Anne Consigny- Rapt
  - Audrey Dana- Welcome
  - Noemie Lvosvsky- Les Beaux Gosses

### Nam diễn viên triển vọng nhất
- Tahar Rahim- A Prophet
  - Firat Ayverdi- Welcome
  - Adel Bencherif- A Prophet
  - Vincent Lacostein- Les Beaux Gosses
  - Vincent Rottiers- Je suis hereux que ma mere soit vivante

### Nữ diễn viên triển vọng nhất
- Melanie Thierry- Le dernier pour la route
  - Pauline Etienne- Qu'un seul tiene et les autres suivront
  - Florence Loiret-Caille- Je l'amais
  - Soko- A l'Origine
  - Christa Theret- LOL (Laughing Out Loud)®

### Phim đầu tay xuất sắc nhất
- Les Beaux Gosses- Riad Sattouf
  - Le Dernier pour la Route- Philippe Godeau
  - Espion(s- Nicolas Saada
  - La Premiere Etiole- Lucien Jean-Baptiste
  - Qu'un Seul Tienne et les Autres- Suivront Lea Fehner

### Kịch bản chuyển thể xuất sắc nhất
- Stephane Brize, Florence Vignon- Mademoiselle Chambon
  - Anne Fontaine, Camille Fontaine- Coco avant Chanel
  - Philippe Godeau, Agnes De Sacy- Le dernier pour la route
  - Laurent Tirard, Gregoire Vigneron- Le petit Nicolas
  - Alex Reval, Laurent Herbiet- Les herbes folles

### Kịch bản gốc xuất sắc nhất
- Jacques Audiard, Thomas Bidegain, Abdel Raouf Dafri, Nicolas Peufaillit- A Prophet
  - Xavier Giannoli- A l'Origine
  - Jean-Paul Lilienfeld- La journée de la jupe
  - Philippe Lioret, Emmanuel Courcol, Oliver Adam- Welcome
  - Radu Mihaileanu, Alain-Michel Blanc- Le Concert

### Quay phim xuất sắc nhất
- Stephane Fontaine- A Prophet
  - Christophe Beaucarne- Coco avant Chanel
  - Laurent Dailland- Welcome
  - Éric Gautier- Les herbes folles
  - Glynn Speeckaert- A l'Origine

### Biên tập xuất sắc nhất
- Juliette Welfling- A Prophet
  - Celia Lafitedupont- A l'Origine
  - Herve De Luze- Les herbes folles
  - Andrea Sedlackova- Welcome
  - Ludo Troch- Le Concert

### Âm thanh xuất sắc nhất
- Pierre Excoffier, Bruno Tarriere, Selim Azzazi- Le Concert
  - Pierre Mertens, Laurent Quaglio, Eric Tisserand- Welcome
  - Francois Musy, Gabriel Hafner- A l'Origine
  - Brigitte Taillandier, Francis Wargnier, Jean-Paul Hurier- A Prophet
  - Jean Umansky, Gerard Hardy, Vincent Arnardi- Micmacs à tire-larigot

### Nhạc phim hay nhất
- Armans Amar- Le Concert
  - Alex Beaupain- Non ma fille, tu n'iras pas danser
  - Alexandre Desplat- A Prophet
  - Cliff Martinez- A l'Origine
  - Nicola Piovani- Welcome

### Thiết kế trang phục xuất sắc nhất
- Catherine Leterrier- Coco avant Chanel
  - Chattoune & Fab- Coco Chanel & Igor Stravinsky
  - Charlotte David- OSS 117 Rio ne répond plus...
  - Madeline Fontaine- Micmacs à tire-larigot
  - Virginie Montel- A Prophet

### Thiết kế sản xuất tốt nhất
- Michel Barthelemy- A Prophet
  - Aline Bonetto- Micmacs à tire-larigot
  - Maamar Ech Cheikh- OSS 117 Rio ne répond plus...
  - Francois-Renaud Labarthe- A l'Origine
  - Olivier Radot- Coco avant Chanel

### Phim tài liệu hay nhất
- L'Enfer D' Henri-Georges Clouzot- Serge Bromberg và Ruxandra Medrea
  - La Danse, Le Ballet De L'Opera De Paris- Frederick Wiseman
  - Himalaya, Le Chemin Du Ciel- Marianne Chaud
  - Home- Yann-Arthus Bertrand
  - Ne Me Liberez Pas Je M'en- CHARGE Fabienne Godet

### Phim ngắn hay nhất
- C'est Gratiut Pour Les Filles- Claire Burger và Marie Amachoukeli
  - ¿Donde Esta Kim Basinger?- Edouard Deluc
  - La Raison De L'Autre- Foued Mansour
  - Seance Familiale- Cheng-Chui Kuo
  - Les Williams- Alban Mench

### Phim nước ngoài hay nhất
- Gran Torino- Clint Eastwood ( Hoa Kỳ)
  - Avatar- James Cameron ( Hoa Kỳ)
  - Milk- Gus Van Sant ( Hoa Kỳ)
  - J'ai tué ma mère- Xavier Dolan ( Canada)
  - Panique au Village- Stepahne Aubier và Vicent Patar ( Bỉ)
  - The White Ribbon- Michael Haneke ( Đức)
  - Slumdog Millionaire- Danny Boyle ( Anh Quốc)

## Giải César danh dự
- Harrison Ford, nam diễn viên Mỹ

## Các phim được đề cử và đoạt nhiều giải thưởng

### Được nhiều đề cử
- 10 đề cử
  - Mesrine (L'Instinct de mort & L'Ennemi Public N° 1) (đoạt 3 giải)
- 9 đề cử
  - Le Premier Jour du reste de ta vie (đoạt 3 giải)
  - Séraphine (đoạt 7 giải)
  - Un Conte de Noël (đoạt 1 giải)
- 6 đề cử
  - Il y a longtemps que je t'aime (đoạt 2 giải)
- 5 đề cử
  - Entre les murs (đoạt 1 giải)
  - Faubourg 36 (không đoạt giải)
- 3 đề cử
  - Paris (không đoạt giải)
  - Deux jours à tuer (không đoạt giải)
  - Sagan (không đoạt giải)
  - La Belle Personne (không đoạt giải)
  - Home (không đoạt giải)
- 2 đề cử
  - Versailles (không đoạt giải)
  - Le Crime est notre affaire (không đoạt giải)
  - Aide-toi, le ciel t'aidera (không đoạt giải)
  - La Fille de Monaco (không đoạt giải)

### Đoạt nhiều giải
- 7 giải
  - Séraphine
- 3 giải
  - Mesrine (L'Instinct de mort & L'Ennemi Public N° 1
  - Le Premier Jour du reste de ta vie
- 2 giải
  - Il y a longtemps que je t'aime